# Thorvald Eriksson
Thorvald Eriksson (staronord. Þōrvaldr Eirikssonr; isl. Þorvaldur Eiríksson; zm. około 1005 w Winlandii) – nordycki żeglarz, syn Eryka Rudego oraz brat Leifa Erikssona. Według islandzkich sag brał udział w eksploracji Winlandii oraz był pierwszym Europejczykiem, który zginął w Ameryce Północnej.
Dokładne miejsce oraz data jego narodzin nie są znane, ale możliwe, że urodził się na Islandii. Ponieważ przypuszczalnie to Leif był starszy, mógł się urodzić około 975 roku. Jego ojcem był słynny nordycki podróżnik i odkrywca Eryk Rudy, natomiast o matce imieniem Thjodhild wiadomo jedynie, że była chrześcijanką. Poza Leifem, Thorvald miał jeszcze brata Thorsteina oraz siostrę Freydís Eiríksdóttir.

## W sagach
Wzmianki o Thorvaldzie znajdują się w Sadze o Grenlandczykach oraz w Sadze o Eryku Rudym, jednak oba opisy znacznie się od siebie różnią. Według Sagi o Grenlandczykach, po powrocie Leifa z Winlandii, Thorvald uznał, że nie została ona wystarczająco zbadana, więc postanowił zorganizować własną ekspedycję. Pożyczył od niego statek i wraz z 30-osobową załogą wyruszył w podróż. Po dotarciu do Winlandii odnalazł miejsce, gdzie znajdował się obóz Leifa i spędził w nim pierwszą zimę. Wiosną popłynął dalej na zachód, jednak nie odnalazł żadnych śladów cywilizacji, więc powrócił żeby przezimować w obozie. Następnego lata rozpoczął eksplorację wschodnich i północnych obszarów Winlandii. Niedługo potem dotarł do pięknego, lesistego przylądka, na widok którego z zachwytem stwierdził, że chciałby zbudować tam swój dom. Na brzegu załoga odkryła trzy łodzie z dziewięcioma ludźmi. Ośmiu udało im się schwytać i zabić, ale jeden z nich uciekł. Spotkani tubylcy, których wikingowie nazwali Skræling, wkrótce powrócili w większej liczbie i zaatakowali ludzi Thorvalda. On sam został śmiertelnie ranny i pochowany w Winlandii, natomiast jego załoga powróciła na Grenlandię.
Trzeci z braci Eriksson, Thorstein postanowił udać się do Winlandii po jego ciało, więc wraz z 25-osobową załogą i żoną Gudrid wyruszył tym samym statkiem co jego poprzednicy. Wyprawa jednak nigdy nie dotarła do celu, a statek rozbił się u wybrzeży Grenlandii. Załoga wprawdzie przeżyła, ale kilka miesięcy później Thorstein zachorował i zmarł.
Natomiast według Sagi o Eryku Rudym Thorvald nie odbył samodzielnej podróży do Winlandii, leczy był uczestnikiem wyprawy Thorfinna Karlsefniego. Nie zginął też w walce, ale miał zostać trafiony strzałą jednego skrælingów w brzuch, gdy stał przy sterze łodzi i nieco później umrzeć.